# Michel Eltchaninoff
 (août 2019).
Si vous disposez d'ouvrages ou d'articles de référence ou si vous connaissez des sites web de qualité traitant du thème abordé ici, merci de compléter l'article en donnant les références utiles à sa vérifiabilité et en les liant à la section « Notes et références ».
Michel Eltchaninoff, né le 19 mai 1969 à Paris, est un philosophe, journaliste et essayiste français.

## Biographie
Après des études secondaires au lycée Michelet (Vanves), Michel Eltchaninoff entre en hypokhâgne et en khâgne au lycée Henri-IV (Paris). Il intègre l’École normale supérieure de Fontenay-aux-Roses en 1989. Il est reçu à l'agrégation de philosophie en 1995. Il soutient une thèse de philosophie intitulée « L’expression du corps chez Dostoïevski » en 2000, sous la direction de Françoise Dastur, à l'université Paris XII.
Après deux séjours professionnels en Russie (à l’ambassade de France à Moscou) et plusieurs années d'enseignement, à l'université (université de Dijon, université Paris 1 Panthéon-Sorbonne) et dans le secondaire (Vitry-sur-Seine), il est rédacteur en chef au mensuel Philosophie Magazine.
En 2016, il fonde l'association Les nouveaux dissidents, qui lance plusieurs initiatives, notamment une campagne en faveur de la libération du cinéaste ukrainien Oleg Sentsov, emprisonné en Russie, à la fin 2017 et en 2018[réf. nécessaire].

## Distinctions
- Prix de la Revue des Deux Mondes 2015 pour son ouvrage Dans la tête de Vladimir Poutine[3].
- Prix « livre et droits de l'homme » 2016 de la ville de Nancy, pour son ouvrage Les nouveaux Dissidents[4].

## Publications
- Dostoïevski. Roman et philosophie, Presses universitaires de France. Collection « Philosophies », 1998.  (ISBN 978-2-13-049139-2)
- Manuel de survie dans les dîners en ville, avec Sven Ortoli, Éditions du Seuil, 2007.  (ISBN 978-2-02-096333-6), édition de poche, Points - Essais, 2011.  (ISBN 978-2-7578-2541-9)
- Les Insupportables, avec Sven Ortoli, Éditions du Seuil, 2009.  (ISBN 978-2-02-098258-0)
- L'Expérience extrême (avec Christophe Nick), Éditions Don Quichotte, 2010.  (ISBN 978-2-3594-9011-4)
- Dostoïevski. Le Roman du corps, Grenoble, Éditions Jérôme Millon, collection Krisis, 2013.  (ISBN 978-2-84137-294-2)
- Dans la tête de Vladimir Poutine, Arles/Paris, Éditions Solin/Actes Sud, 2015.  (ISBN 978-2-330-03972-1). Le livre a été traduit en anglais, allemand, italien, espagnol, portugais, japonais, polonais, suédois, grec et turc. Une édition augmentée est parue en mars 2022 après l'invasion russe de l'Ukraine.

- Postface au Rapport Nemtsov. Poutine et la guerre, Arles/Paris, Éditions Solin/Actes Sud, 2016.  (ISBN 978-2-330-05720-6)
- Les nouveaux dissidents, Paris, Éditions Stock, 2016,  (ISBN 2234077052 et 9782234077058)
- Préface de Le cas Pavlenski de Piotr Pavlenski, Louison Éditions, Paris, 2016.
- Dans la tête de Marine Le Pen, Arles, Actes Sud, 2017.  (ISBN 978-2-330-07256-8)
- La Ville rêvée des philosophes (direction), Philosophie Magazine Éditeur, 2019.
- Lénine a marché sur la lune. La folle histoire des cosmistes et transhumanistes russes, Solin/Actes Sud, 2022.  (ISBN 978-2330130480)